# Digitális jogok kezelése
A digitális jogkezelés (Digital Rights Management = DRM) az interneten fellelhető digitális tartalmak technikai és jogi védelmére szolgáló technológiák összefoglaló neve, melyek lehetővé teszik a digitális mű azonosítását, a műhöz fűződő jogok kezelését, a tartalom felhasználásának szabályozását, a jogdíjak megfizetését, a felhasználók magatartásának nyomon követését és a jogok érvényesítését. A DRM tehát egy tartalomeladást és felhasználást ellenőrző rendszer, melynek két alapvető célja az azonosítás és a jogérvényesítés.
A DRM-technológiák kapcsolódhatnak magához a műhöz, az internetes hálózathoz, vagy a felhasználó által használt eszközökhöz, berendezésekhez. Így alkalmazásuk fizikai hordozókon (CD-ken, DVD-ken), illetve olyan interneten terjesztett tartalmakban a leggyakoribb, mint zenei fájlok, elektronikus könyvek, szövegek, képek, játékok vagy letölthető videók.

## Fogalom-meghatározás
A digitális jogkezelés fogalmára sem hazai, sem nemzetközi szinten nem létezik egységes definíció, a szakirodalomban számos meghatározás fellelhető:
Az Amerikai Könyvtárak Szövetsége (The American Library Association = ALA) szerint: „a DRM-technológia célja, hogy ellenőrizze a hozzáférést, nyomon kövesse és korlátozza a digitális művek felhasználását”.
Az Electronic Frontier Foundation (EFF) meghatározása szerint: „a digitális jogkezelő technológiák célja a jogtulajdonosok által birtokolt szellemi tulajdon felhasználására irányuló ellenőrzés fajtáinak és/vagy hatályának a növelése".
A W3C konzorcium a következő megállapítással él: „a DRM sokkal inkább a szerzői jogok digitális kezeléséről, mintsem a digitális jogok menedzseléséről szól; […] a DRM mindazt a technológiát, eszközt és eljárást jelenti, amelyekkel a digitális tartalom kereskedelme során védik a szellemi tulajdont".

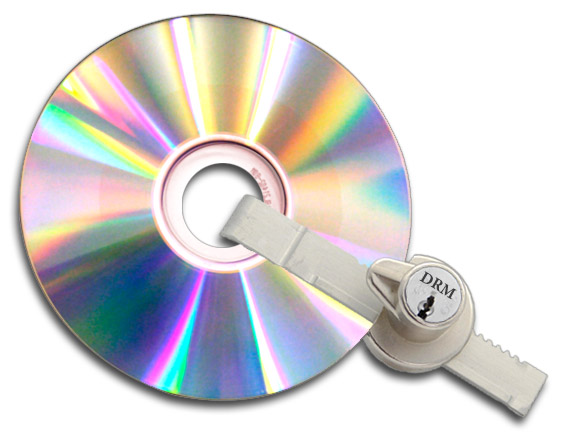
DRM lemez

## A DRM rendszerek szabályozása
A DRM jogszabályi környezetét a Szellemi Tulajdon Világszervezete (World Intellectual Property Organization = WIPO) által készített internet-szerződések biztosítják: 
- a WIPO Szerzői Jogi Szerződése (WIPO Copyright Treaty = WCT)
- a WIPO Előadásokról és a Hangfelvételekről szóló Szerződése (WIPO Performances and Phonograms Treaty = WPPT)

E két szerződést hazánk az 57/1998.(IX. 29.) OGY határozattal erősítette meg, és már az 1999. évi LXXVI. törvény a szerzői jogról is ezen szerződések szellemében készült.
A szerzői jogi törvény szerint a DRM rendszerek, a szerzői jog védelmére szolgáló műszaki intézkedések azok az eszközök, termékek, alkatrészek, eljárások, illetve módszerek, amelyek arra szolgálnak, hogy a szerzői jog megsértését megelőzzék vagy megakadályozzák [Szjt. 95. § (2) bek.].
A DRM-re vonatkozó magyar szerzői jogi szabályozás alapja még "az információs társadalomban érvényesülő szerzői és kapcsolódó jogok egyes kérdésekben történő összehangolásáról szóló 2001/29/EK irányelv" (Infosoc-irányelv).

## A klasszikus DRM rendszer működése
A DRM rendszerek kriptográfiai eljárások segítségével teszik lehetővé a digitális tartalmak hozzáférhetőségének szabályozását. A kívánt digitális tartalom titkosítása egy licenchez van hozzárendelve. A digitális tartalom adathordozójához szabad a hozzáférés, viszont a hozzárendelt licenc hiányában nem érhető el a tartalom. 
A védeni kívánt digitális tartalmat a tartalomért felelős szerver első lépésben olvashatatlanná alakítja át a DRM tömörítő segítségével. "Kérésre a licencszerver létrehozza a szükséges licencet, a felhasználói hitelesítéshez és a tartalomértelmezéshez szükséges kulcsokat, számításba véve a különböző ismertető jeleket (felhasználó, vagy eszközgép) és a különböző jogokat.
Amennyiben a felhasználó egy DRM által védett tartalomhoz szeretne hozzáférni, a DRM vezérlőegység azonnali licenckéréssel fordul a licencszerver felé. A megjelentető szoftver hitelesség és integritás azonosítása esetében, a védett tartalom a licencben megfogalmazott kulcsok segítségével dekódolja, majd a megjelentető szoftver újra olvashatóvá teszi a tényleges tartalmat."

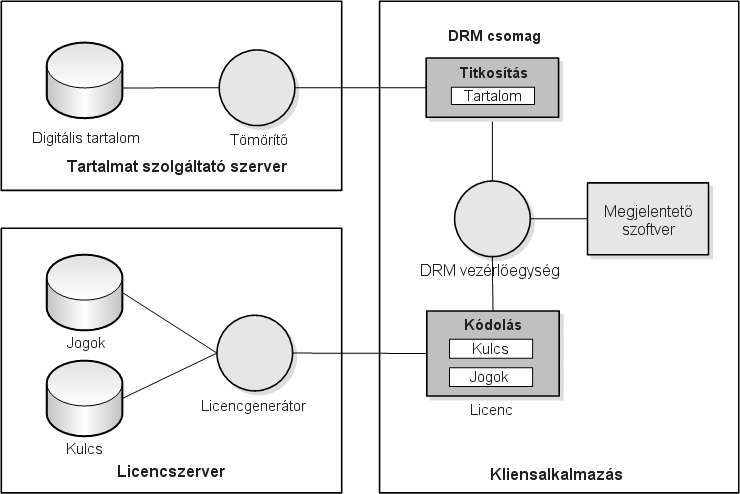
A DRM rendszer klasszikus működési modellje

## DRM másolásvédelmi technikák
A DRM a digitális tartalom szabályozására és ellenőrzésére különböző technikákat alkalmaz, ezek közül néhány:
Titkosítás: kriptográfiai eljárás, segítségével a digitális tartalmat titkosítani lehet, hogy csak a tartalom felhasználására jogosult személyek férhessenek hozzá. A titkosított információ a felhasználó számára egy kulcs birtokában érhető el.
Digitális vízjelezés: szteganográfiai eljárás, melynek célja az adott digitális tartalom (kép-, film-, hang-, szövegfájl) tulajdonjogának bizonyítása. Számos típusa van: a legelterjedtebb a látható vízjel, a rejtett vízjel és a kettő kombinációja. A rejtett digitális vízjel esetében a szerzői jogok bizonyítására szolgáló adatokat úgy illesztik be a megjelölni kívánt szerzői mű digitális állományába, hogy az észrevétlen maradjon az egyszerű felhasználó számára. Így a rejtett vízjeles műveket csak megfelelő lejátszó készülékekkel lehet érzékelni. A látható vízjelekkel ellátott dokumentumokon feltüntetik a szerző (jogtulajdonos) nevét, ezáltal válik biztosítottá a tulajdonjog.
Jogleíró nyelv: a jogvédett művek tulajdonságait, a felhasználásra vonatkozó szabályokat és a felhasználással kapcsolatos műveleteket tartalmazó nyelv. Ilyen leíró nyelv az ODRL (Open Digital Rights Language) nyílt forráskódú szabvány, amelyet gyakran az akadémiai és az oktatási szférában, illetve a mobil hálózatokban használnak. Egy másik, az XRML (Extensible Rights Markup Language) DRM-implementációt főként az elektronikus kereskedelem céljaira fejlesztettek ki.

## DRM technológiák
- Adobe ADEPT (lásd: Adobe Digital Editions)
- Apple FairPlay (lásd: FairPlay)
- CodeMeter
- Marlin DRM (lásd: Marlin DRM)
- Microsoft Windows Media DRM
- OMA DRM (Open Mobile Alliance)
- RealNetworks – Media Commerce Suite
- SED (Secure Electronic Delivery)[halott link]
- SUN DReaM (lásd: Project DReaM)